# Acanthocinus aedilis
Acanthocinus aedilis, también conocido como cerambícido carpintero, es una especie de escarabajo longicornio del género Acanthocinus, subfamilia Lamiinae. Fue descrita científicamente por Linnaeus en 1758.
El período de vuelo ocurre entre los meses de marzo y octubre.

## Descripción
Mide 11-24 milímetros de longitud.

## Distribución
Se distribuye por Albania, Alemania, Inglaterra, Austria, Bélgica, Bielorrusia, Bosnia y Herzegovina, Bulgaria, China, Croacia, Dinamarca, España, Estonia, Finlandia, Francia, Grecia, Hungría, Italia, Japón, Kazajistán, Letonia, Lituania, Luxemburgo, Macedonia, Moldavia, Mongolia, Noruega, Países Bajos, Polonia, Portugal, República de Corea, Rumania, Rusia europea, Eslovaquia, Eslovenia, Suecia, Suiza, Chequia, Turquía, Ucrania y Yugoslavia.

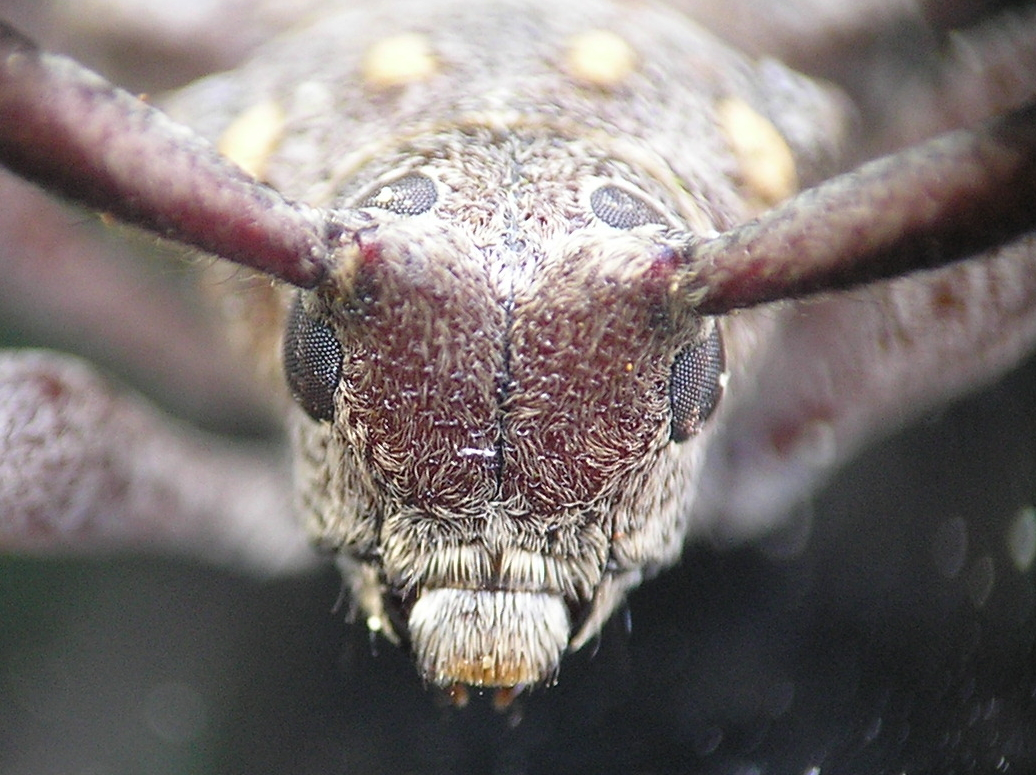
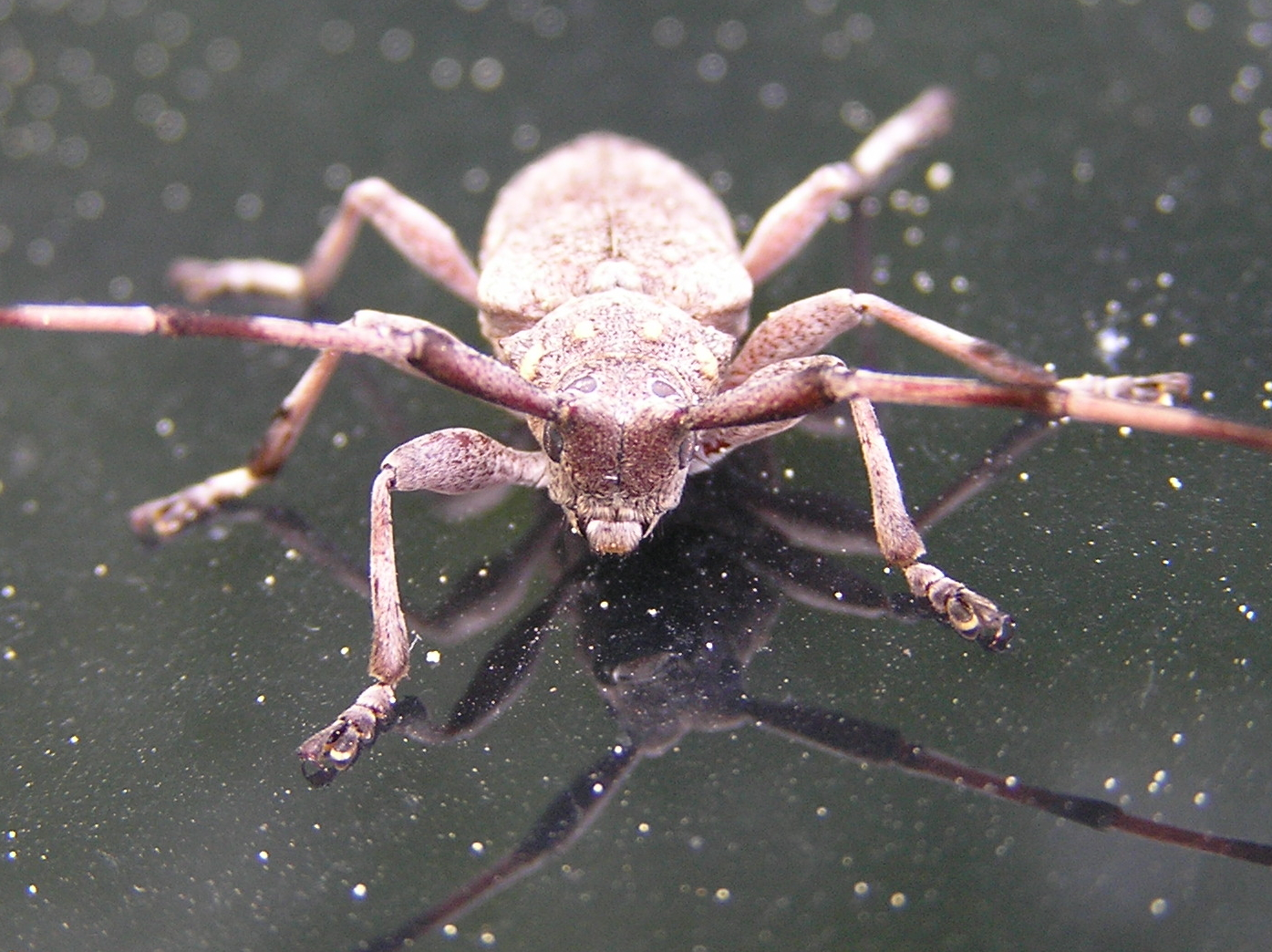
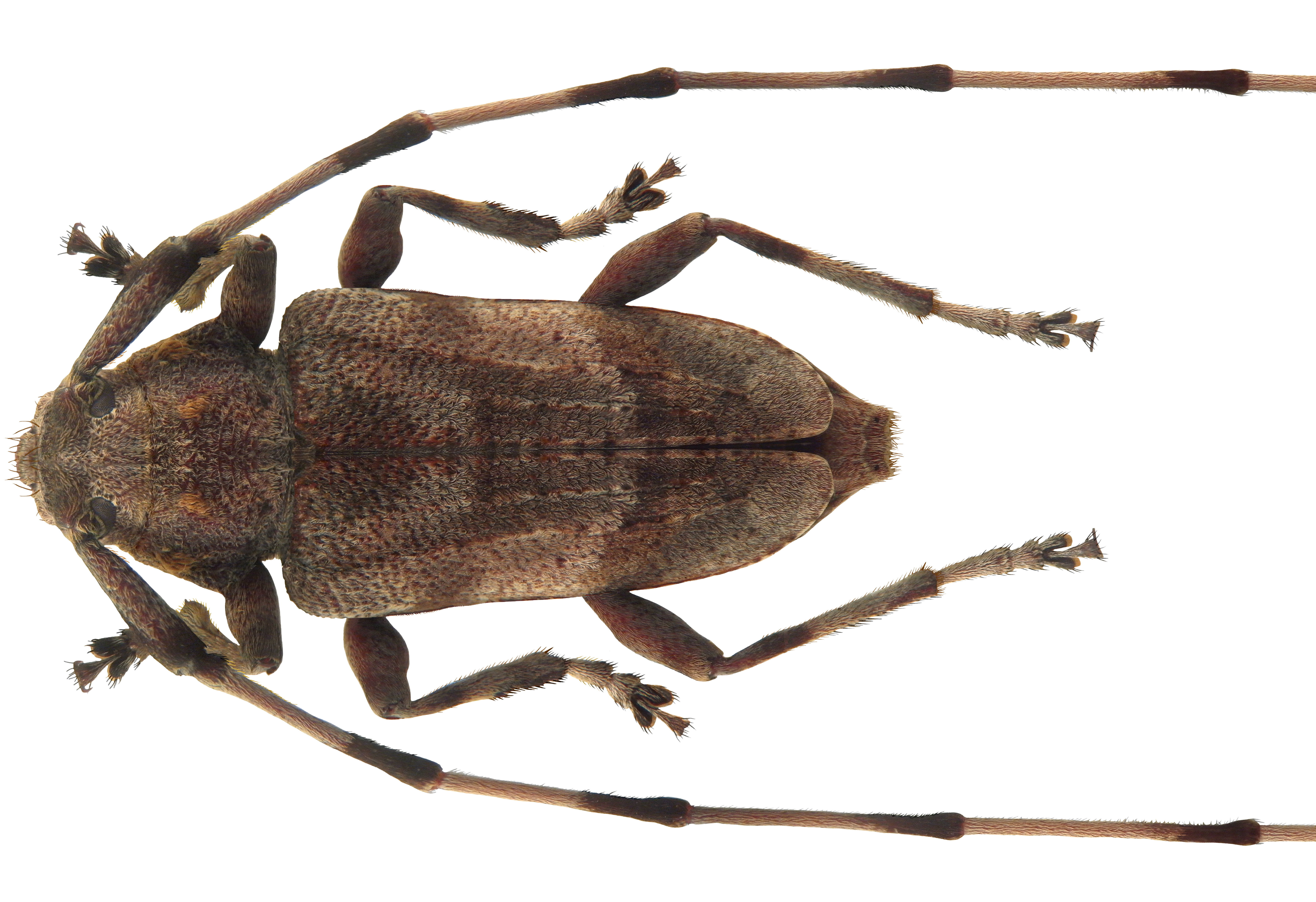
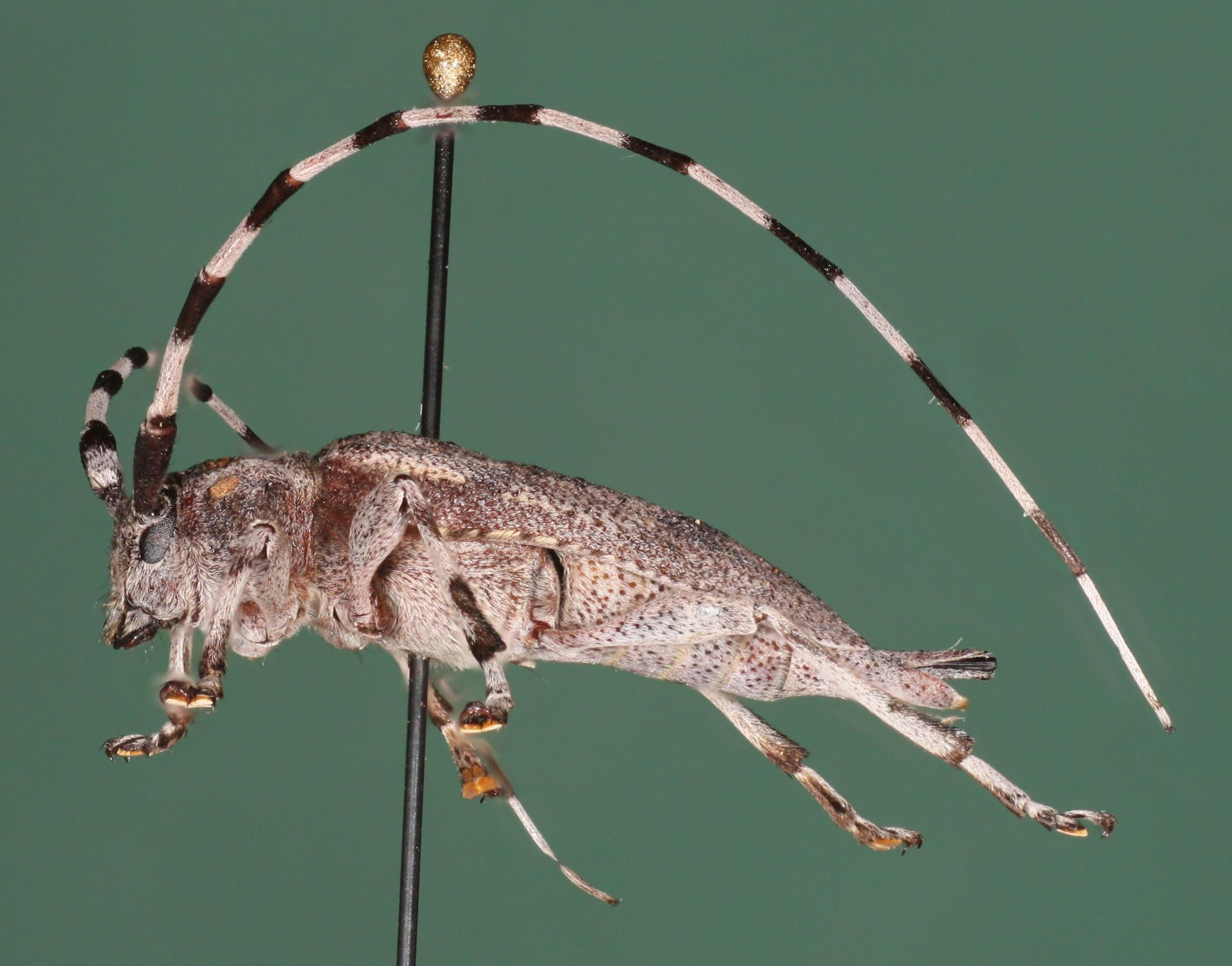
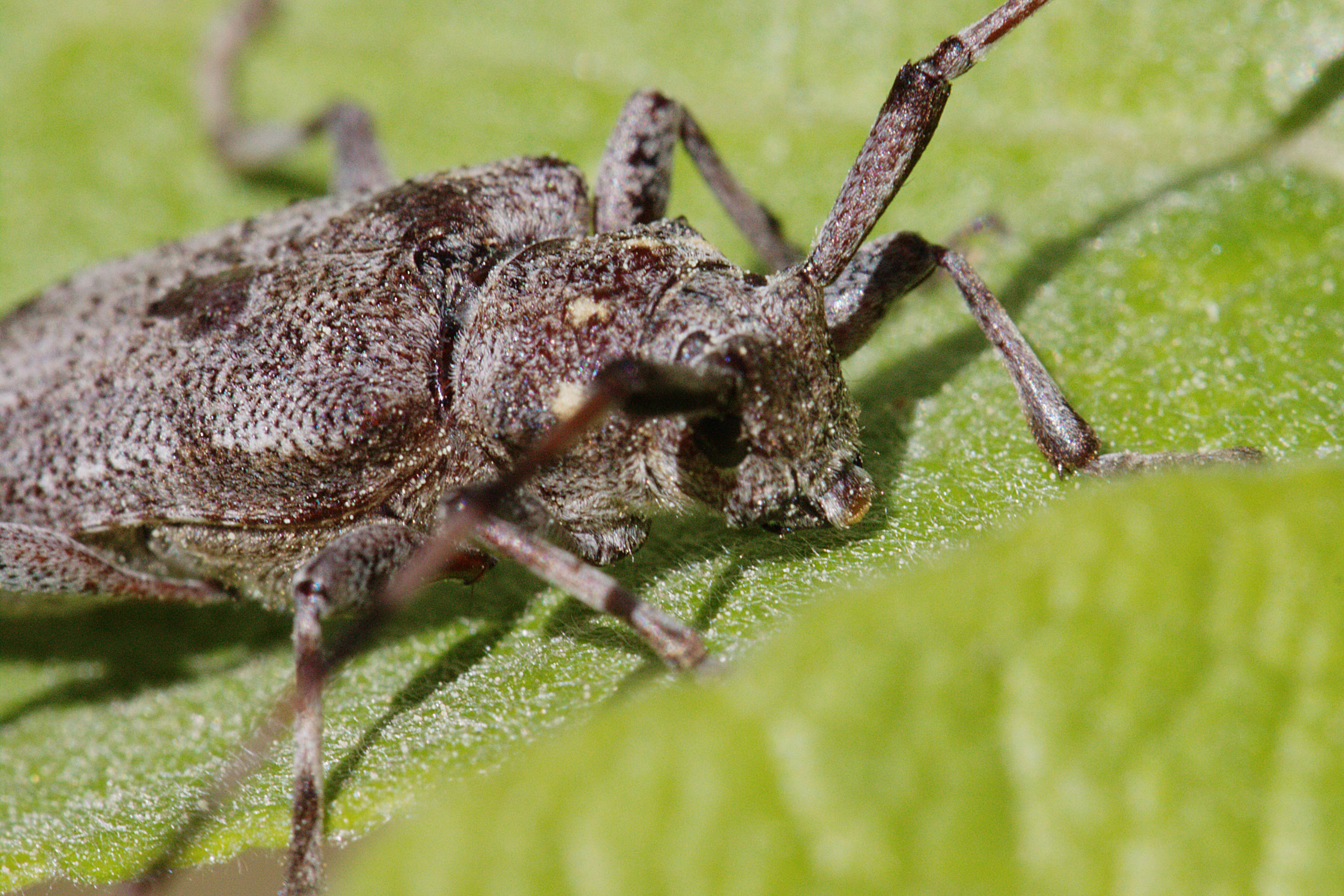